# Cratere Seveki
Seveki è un cratere sulla superficie di Rea.